# Albert Bridge Garage
Albert Bridge Garage war ein britischer Hersteller von Automobilen.

## Unternehmensgeschichte
Das Unternehmen aus dem Londoner Stadtteil Chelsea begann 1922 mit der Produktion von Automobilen. Der Markenname lautete Alberford. 1924 endete die Produktion.

## Fahrzeuge
Das einzige Modell basierte auf dem Ford Modell T. Die Karosserie bot Platz für drei Personen. Der Vierzylindermotor mit OHV-Ventilsteuerung ermöglichte in Verbindung mit einer speziellen Getriebeübersetzung eine Höchstgeschwindigkeit von 121 km/h. Der Neupreis lag mit 250 Pfund sehr hoch.